# Calamagrostis hackelii
Calamagrostis hackelii är en gräsart som beskrevs av Miguel Lillo och Teodoro Theodor Juan Vicente Stuckert. Calamagrostis hackelii ingår i släktet rör, och familjen gräs. Inga underarter finns listade i Catalogue of Life.